# Urházy György
Urházy György (1848–49-ben Urházi György) (Tokaj, 1823. december 15. – Pest, 1873. április 21.) magyar újságíró, író, országgyűlési képviselő, honvédtiszt, a Magyar Tudományos Akadémia levelező tagja.

## Származása, tanulmányai
Urházy György református lelkész és Kemény Terézia nemes szülők fia. Az elemi iskolát Zsibón, gimnáziumi tanulmányait Zilahon végezte, majd Kolozsváron jogot tanult. Az ügyvédi vizsgát 1847 tavaszán Marosvásárhelyen tette le.

## Szerepe az 1848–49-es szabadságharcban
1848-as forradalom kitörésekor Kolozsváron, az erdélyi kormányszéknél volt fogalmazó. Az év őszén önkéntesként jelentkezett az akkor szerveződő 15. (Mátyás) huszárezredbe. Részt vett Bem József erdélyi hadjáratában. Többször kitüntette magát, ezért hadnaggyá, később főhadnaggyá léptették elő. 1849. április 1-jétől parancsőrtiszti beosztást kapott Bem törzsében. Részt vett a tábornok bánáti hadjáratában. A harcokban tanúsított magatartásáért április 24-én megkapta a Magyar Katonai Érdemrend III. osztályát. Május 18-án, május 16-ai hatállyal beosztásának megtartása mellett alszázadossá léptették elő. A fegyverletétel után édesanyja rokonaihoz, Tokajba menekült, a felelősségre vonást így sikerült elkerülnie.

## Írói és közéleti pályája
Már tanulmányai közben, 1842-ben az Erdélyi Hiradó munkatársa lett. A Méhes Sámuel által szerkesztett lap Nemzeti Társalkodó című mellékletében számos verse és cikke jelent meg, e mellett 1846 elejéig ő vezette a kolozsvári napló című rovatot. Híve volt Magyarország és Erdély újraegyesítésének, ennek elősegítésére 1848 tavaszán Teleki Domokossal zsebkönyvet szerkesztett Unió címmel.
A szabadságharc után korának egyik legtekintélyesebb külpolitikai újságírójává vált. 1850-től a Pesti Napló külföldi rovatát vezette. Charles-Louis Napoléon Bonaparte és az általa képviselt eszmék nagy tisztelője volt, az 1851. december 2-ai párizsi hatalomátvétel után III. Napóleon címmel történeti és politikai tanulmánykötetet írt, mely 1854-ben jelent meg. E téren kifejtett munkásságáért 1853-ban megkapta a Francia Becsületrendet.
1854-ben a lap kiküldött haditudósítójaként a krími háború hadszíntereiről tudósított. A magyar sajtótörténetben ő volt az első újságíró, aki egy lap kiküldött helyszíni tudósítójaként működött. Írásaiban a háborús eseményeken kívül beszámolt a tudósításainak helyszínén élő népek életéről és népszokásairól is. Sokat időzött a háború felvonulási területének számító Szerbiában és munkásságával nagyban hozzájárult a szerb-magyar közeledéshez. Úti élményeit a Keleti képek című művében foglalta össze. A szintén ekkor készült, Kaukázus leírása című három kötetes műve kéziratban maradt.
1855-től 1857-ig ő volt lapjának vezércikkírója. 1857. július 1-jén kilépett a Pesti Naplótól és Magyar Posta címmel politikai lapot indított. Lapja 1858 június végéig működött, ekkor a Magyar Sajtó külföldi rovatának vezetője lett.  1861. december 20-án a Magyar Tudományos Akadémia levelező tagjául választották. Székfoglalóját A jelenkori szabadság, tekintettel a magyar alkotmányra címmel tartotta. Ugyanebben az évben a zsibói választókerületben országgyűlési képviselővé választották. 1862-től 1867-ig az ellenzéki Hon munkatársa volt. Jókai Mór eltiltása alatt, 1863-tól 1865-ig ő szerkesztette a lapot. A kiegyezés után kivált a Hon munkatársai közül és az Esti Lapok külföldi rovatának vezetője lett. 1869-től haláláig Deák-párti programmal ismét a zsibói választókerület országgyűlési képviselője volt.

### Művei
- Unió (szerkesztette Teleki Domokossal, Kolozsvár, 1848)
- Keleti képek (Pest, 1854, 2. kiadás: Budapest, 1884)
- III. Napóleon (Pest, 1854)
- Világkrónika (Pest, 1859)
- Liszt Ferenchez (költemények, hely és évszám nélkül)

## Emlékezete
A Magyar Tudományos Akadémiában Szilágyi Sándor 1880. március 22-én tartott fölötte emlékbeszédet.
- Szilágyi Sándor: Emlékbeszéd Urházy György felett. Értekezések a társadalmi tudományok köréből (6.4). Magyar Tudományos Akadémia, Budapest, 1880.